# Stavbna dediščina plavžarstva in fužinarstva
Stavbna dediščina plavžarstva in fužinarstva je v Sloveniji močno prisotna, žal pa pogosto slabo varovana in hitro propada. Težava je tudi v tem, da vzdrževanje stavb zahteva razmeroma veliko denarnih sredstev, ki jih vedno primanjkuje. Spomeniškemu varstvu tehniške kulturne dediščine je vseeno uspelo zavarovati nekaj pomembnih stavb, kot so:
- Plavž v Čadovljah nad Tržičem ob Lomščici,
- Plavž na Javorniku,
- Plavž v Kamni Gorici,
- Plavž v Kropi,
- Plavž v Železnikih,
- Fužina na Blekah ob Mošeniku,
- Globočnikova fužina ob Mošeniku I,
- Globočnikova fužina ob Mošeniku II.,
- Fužina na Slapu ob Tržiški Bistrici,
- Germovka-kovačija-Černjave ob Mošeniku v tržiškem mestnem jedru.